# Giuseppe D’Altrui
Giuseppe D’Altrui (* 7. April 1934 in Neapel; † 26. Februar 2024 in Pescara) war ein italienischer Wasserballspieler. Er war Olympiasieger 1960 und gewann zweimal bei Mittelmeerspielen.

## Karriere
Giuseppe D’Altrui begann in Neapel bei Rari Nantes Napoli und wechselte später nach Rom zu Gruppo Sportivo Fiamme Oro. Er wirkte von 1952 bis 1964 in mehr als 300 Spielen der Serie A mit. Von 1954 bis 1964 nahm er an 75 Länderspielen der italienischen Wasserball-Nationalmannschaft teil.
Seinen ersten internationalen Erfolg erlebte Giuseppe D’Altrui bei der Wasserball-Europameisterschaft 1954 in Turin, als Italien den dritten Platz hinter den Mannschaften aus Ungarn und aus Jugoslawien belegte. Im Jahr darauf gewann die italienische Mannschaft den Titel bei den Mittelmeerspielen 1955 in Barcelona. 1956 bei den Olympischen Spielen in Melbourne siegten die Ungarn vor den Jugoslawen und der Mannschaft aus der Sowjetunion, dahinter belegte die italienische Mannschaft den vierten Platz. Giuseppe D’Altrui wirkte in fünf der sechs Spiele mit.
1958 belegte die italienische Mannschaft den vierten Platz bei der Europameisterschaft in Budapest. Wie bei den Olympischen Spielen lagen Ungarn, Jugoslawen und die Mannschaft aus der Sowjetunion vor den Italienern. Im Jahr darauf siegten die Jugoslawen vor den Italienern bei den Mittelmeerspielen in Beirut. Giuseppe D’Altrui nahm 1959 an der Universiade in Turin teil, die Italiener gewannen die Bronzemedaille. Als Angehöriger der Polizia di Stato gehörte D’Altrui auch zum Siegerteam bei den Militärweltmeisterschaften 1959.
Bei den Olympischen Spielen 1960 in Rom war Giuseppe D’Altrui Kapitän der italienischen Mannschaft. Die Italiener besiegten in der Finalrunde die Mannschaften aus der Sowjetunion und die Jugoslawen und spielten im letzten Spiel gegen die Ungarn Unentschieden. Damit gewannen sie die Goldmedaille vor dem Team aus der Sowjetunion und den Ungarn. Beim letztlich entscheidenden 2:0-Sieg gegen die Mannschaft aus der Sowjetunion wurden beide Tore von Verteidigern erzielt, ein Tor warf Eraldo Pizzo, das andere Giuseppe D’Altrui.
1963 siegte D’Altrui mit der italienischen Mannschaft bei den Mittelmeerspielen in seiner Heimatstadt Neapel. Zum Abschluss seiner Karriere war er 1964 noch einmal Kapitän der italienischen Nationalmannschaft bei den Olympischen Spielen 1964. Die Italiener erreichten zwar die Finalrunde, belegten aber nur den vierten Platz hinter den Ungarn, den Jugoslawen und der sowjetischen Mannschaft.
Nach seiner aktiven Karriere war Giuseppe D’Altrui als Trainer tätig. Sein Sohn Marco D’Altrui war Wasserball-Olympiasieger 1992. Vater und Sohn wurden 2010 gemeinsam in die International Swimming Hall of Fame (ISHOF) aufgenommen.